# Image du corps

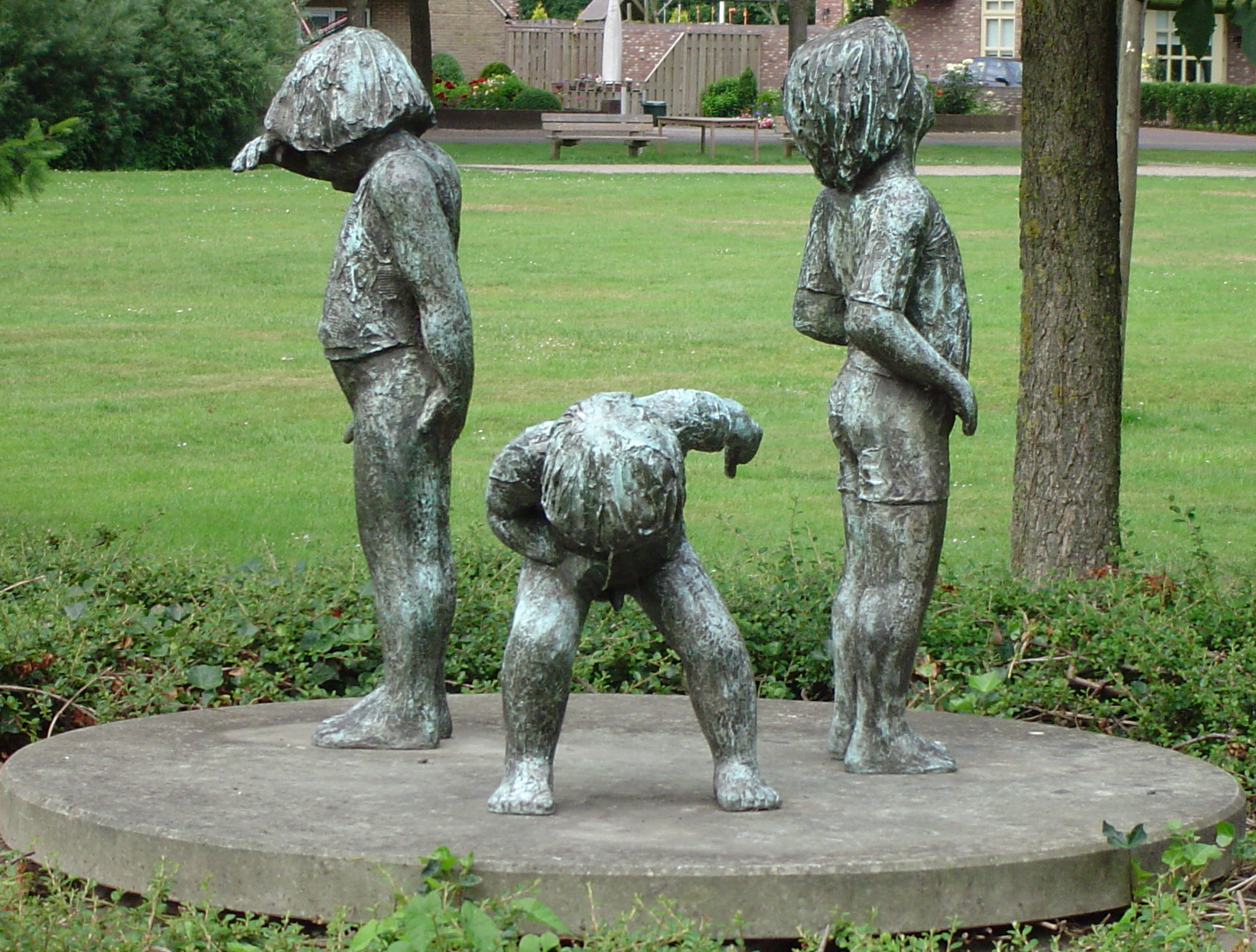
La découverte du monde et des autres, passe par celle de soi et de son schéma corporel qui s'acquiert dans l'enfance, (Bronze Enfants à la découverte par Joanika Ring, Overlangel, 1995).

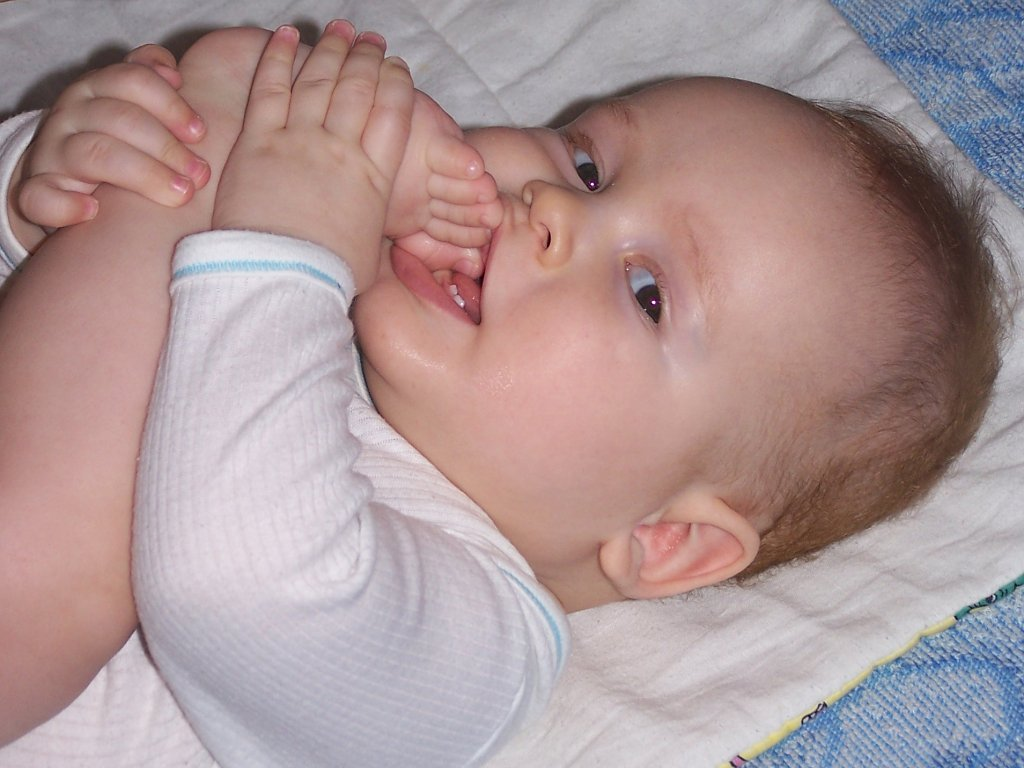
La bouche et le sens du goût sont un des premiers moyens d'exploration du corps par le bébé.

L’image du corps désigne la représentation du corps ; cette notion a cependant un sens qui varie selon l'auteur qui l'emploie. Elle est un héritage du schéma corporel[pas clair].

## Schéma corporel

### Neurologie
En 1911, le neurologue anglais Henry Head avance la notion de schéma corporel (ou schéma postural). Pour Head, le cerveau contiendrait un modèle interne représentatif des caractéristiques et grandeurs biomécaniques du corps qui nous permettrait notamment de situer notre corps dans l'espace, défini par ses coordonnées spatiales, d'avoir une représentation topographique de notre corps et partie du corps (voir la notion de proprioception), sans laquelle nous ne pourrions d'ailleurs pas nous mouvoir. 

### Psychanalyse
Françoise Dolto ajoute sur la base des dessins d'enfants une notion d'image inconsciente du corps, synthèse vivante de ses expériences émotionnelles ou encore « l’incarnation symbolique inconsciente du sujet désirant ». Cette image est unique, individuelle, et à ne pas confondre avec le schéma corporel, notion qu'elle utilise dans le même sens que dans d'autres disciplines, qui « spécifie l'individu en tant que représentant de l'espèce », « est en principe le même pour tous les individus de l'espèce humaine » et qui « se structure dès l'enfance par l'apprentissage et l'expérience »[réf. incomplète]
Julian de Ajuriaguerra, neuropsychiatre et psychanalyste  propose dans les années 1970 la définition suivante du schéma corporel : « édifié sur la base des impressions tactiles, kinesthésiques, labyrinthiques et visuelles, le schéma corporel réalise dans une construction active constamment remaniée des données actuelles et du passé, la synthèse dynamique qui fournit à nos actes, comme à nos perceptions, le cadre spatial de référence où ils prennent leur signification ».

### Neurosciences
Les neurosciences renvoient aux notions d'homoncule moteur et d'homoncule sensitif. Quelques animaux (les éléphants notamment) sont capables de se reconnaître dans une glace et de repérer par exemple une tache posée sur leur corps.

### Psychomotricité
En psychomotricité, schéma corporel et image du corps sont distingués. 
Le schéma corporel est selon Ajuriaguerra  : « édifié sur la base des impressions tactiles, kinesthésiques, labyrinthiques, visuelles (etc.) le schéma corporel réalise, dans une construction active constamment remaniée des données actuelles et du passé, la synthèse dynamique qui fournit à nos actes comme à nos perceptions le cadre spatial de référence où ils prennent leur signification ». 
L'image du corps est l'idée, en perpétuel remaniement, que chacun se fait de son corps. Elle traduit ce que nous percevons à chaque moment et dans la relation aux autres des qualités de notre corps. L'image du corps est liée à notre histoire personnelle (affective, psychologique, physiologique, etc.). Selon Sanglade, « L'image du corps peut également être assimilée à la représentation de soi. Cette représentation de soi dépend des relations aux autres et de leur qualité. Elle peut s'éprouver solide ou détruite, désirée ou rejetée, elle est liée à l'épreuve du narcissisme et à la vie relationnelle ». 
Le schéma corporel n’est pas une notion acquise à la naissance, mais se construit plutôt de façon progressive lors du processus de croissance chez l’enfant (Sève-Ferrieu, 2005). En effet, l’enfant développe son schéma corporel en fonction du développement de ses structures corporelles, perceptions, interactions avec l’environnement et intégrations sensorielles. Le schéma corporel a une influence importante sur le développement de plusieurs sphères de l’enfant soit au niveau psychosocial (émotions, image et estime de soi, personnalité, habiletés sociales), cognitif (compréhension des mots, lecture, apprentissage, développement intellectuel), perceptif et sensori-moteur (position spatiale du corps, habiletés motrices, orientation et mouvements volontaires) (Witt Mitchell, 1997). Au cours de l’apprentissage de son schéma corporel, l’enfant apprend d’abord à reconnaître l’autre, avant de se reconnaître devant un miroir. L’imitation aide aussi l’enfant à intégrer son corps dans l’espace et à s’orienter (Sève-Ferrieu, 2005). De plus, « l’intégration progressive des modalités sensorielles, visuelles, tactiles et kinesthésique permet à l’enfant de distinguer ce qui provient de son corps comparativement au monde extérieur » (Witt, et al., 1990). L’acquisition du langage lui permet de nommer où se situe son corps par rapport à l’espace qu’il occupe pour ainsi faciliter la connaissance de son schéma corporel (Sève-Ferrieu, 2005).
En psychomotricité, le schéma corporel est un référentiel de la psychomotricité (la façon d'être pour simplifier) de la personne : connaissance, ressenti (sensorialité, émotions) et utilisation de son corps pour se mouvoir (déplacement, communication non verbale, vécu du corps d'un point de vue émotionnel). Ainsi, la notion de schéma corporel est souvent associée à la notion d'image du corps.Le psychomotricien évalue et observe ces notions (somatognosie de Berges Lezine, Daurat Meljak…). Les troubles du schéma corporel peuvent avoir des origines psychiques ou corporelles (ex. : hémiplégie et hémi-asomatognosie, des troubles de type autistique, des maladies psychiatriques type schizophrénie…). Le psychomotricien visera à favoriser la perception et la structuration du schéma corporel et de l'image du corps pour favoriser l'harmonie et l'équilibre psycho-corporel en s'appuyant sur des pratiques qui lui sont propres : balnéothérapie, relaxation, toucher thérapeutique… cf. décret de compétence.

### Ergothérapie
La notion de schéma corporel est un concept en lien avec l'ergothérapie puisque lorsqu’un enfant présente des retards ou des troubles dans plusieurs sphères développementales c'est le corps qui devient le point de référence pour les activités de la vie quotidienne (manger, s’habiller, écrire) (MacWhinney, Cermak et Fisher, 1987). Cependant, pour l'évaluation et la prise en charge, l'ergothérapeute doit faire appel (orienter le patient) à son collègue psychomotricien, car le schéma corporel se construit lors du développement psychomoteur de l'enfant.

### Philosophie
L'un des principaux philosophes à s'être intéressé à la notion de schéma corporel, qu'il emprunte notamment aux travaux de Paul Schilder, est le philosophe français Maurice Merleau-Ponty. Dans la Phénoménologie de la perception, il oppose le corps propre, tel qu'on l'expérimente de l'intérieur, et le corps objectif tel que la science le décrit, c'est-à-dire comme un simple objet dans l'espace en 3 dimensions. Pour Merleau-Ponty, l'ensemble de notre perception est centralisée par l'expérience du corps propre. Les objets sont organisés au sein d'un champ perceptif, dont l'organisation interne est influencée par les projets moteurs que notre corps propre dessine dans l'espace alentour. Par exemple, je perçois déjà, dans la chaise que je vois, une anticipation du fait de m'asseoir sur cette chaise, comme si cette action était déjà contenue dans l'objet, comme sa possibilité implicite.

## Perspective psychologique

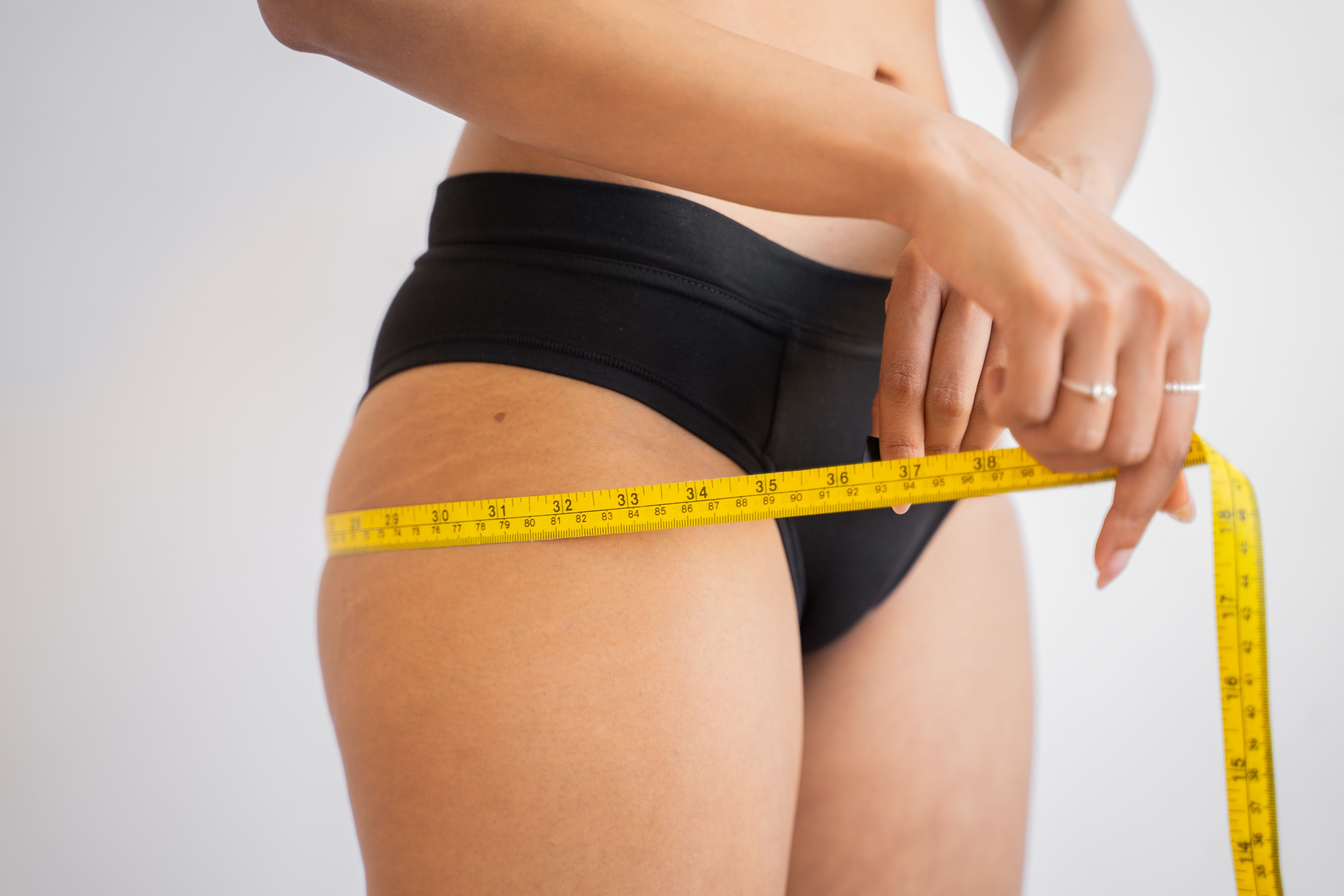
Femme se mesurant.

L'image corporelle est quelque chose qui touche tout le monde au quotidien et peut varier entre des expériences positives et négatives à différents moments ou une combinaison des deux. Il n'y a pas de définition établie globale de l'image corporelle. Cependant, dans la majorité des perspectives, l'image corporelle décrit une combinaison des pensées et des sentiments que vous avez à propos de votre corps et la façon dont les gens se voient, y compris leurs expériences, attitudes et comparaisons concernant leur apparence. Tous sont façonnés par les idéaux sociaux et culturels populaires.

## Influence des médias et impacts sur la santé mentale
À notre époque actuelle, les médias sociaux jouent un rôle crucial dans l'image corporelle, en conjonction avec la santé mentale et l'estime de soi. Les personnes d'âges différents sont toutes affectées émotionnellement et mentalement par l'apparence et la taille/la forme corporelle idéales définies par la société. À cause de cette honte corporelle dans la communauté en ligne, nous nous faisons également honte en nous jugeant ou en nous comparant à quelqu'un d'autre. Le rappel constant en ligne des types de caractéristiques corporelles jugés acceptables dans la société peut amener les gens à hyperfixer certains domaines, ce qui les expose à un risque plus élevé de développer des troubles de l'alimentation, de la dépression, de l’anxiété, des troubles dysmorphiques corporels, des troubles obsessionnels compulsifs à essayer et modifier leur apparence,. 
Une étude réalisée par Lorenzen et al. en 2004 a démontré que la satisfaction corporelle des hommes est influencée par l'exposition à de brèves images de modèles musclés. Une autre étude réalisée par Leit et al. 2002 ont découvert grâce à leur expérience que les étudiants exposés aux images musculaires présentaient un écart significativement plus important entre leur propre musculature perçue et le niveau de musculature qu'ils souhaitaient idéalement avoir, ce qui suggère que de brèves présentations d'images provenant des médias sociaux peuvent affecter le point de vue des hommes sur leurs corps.

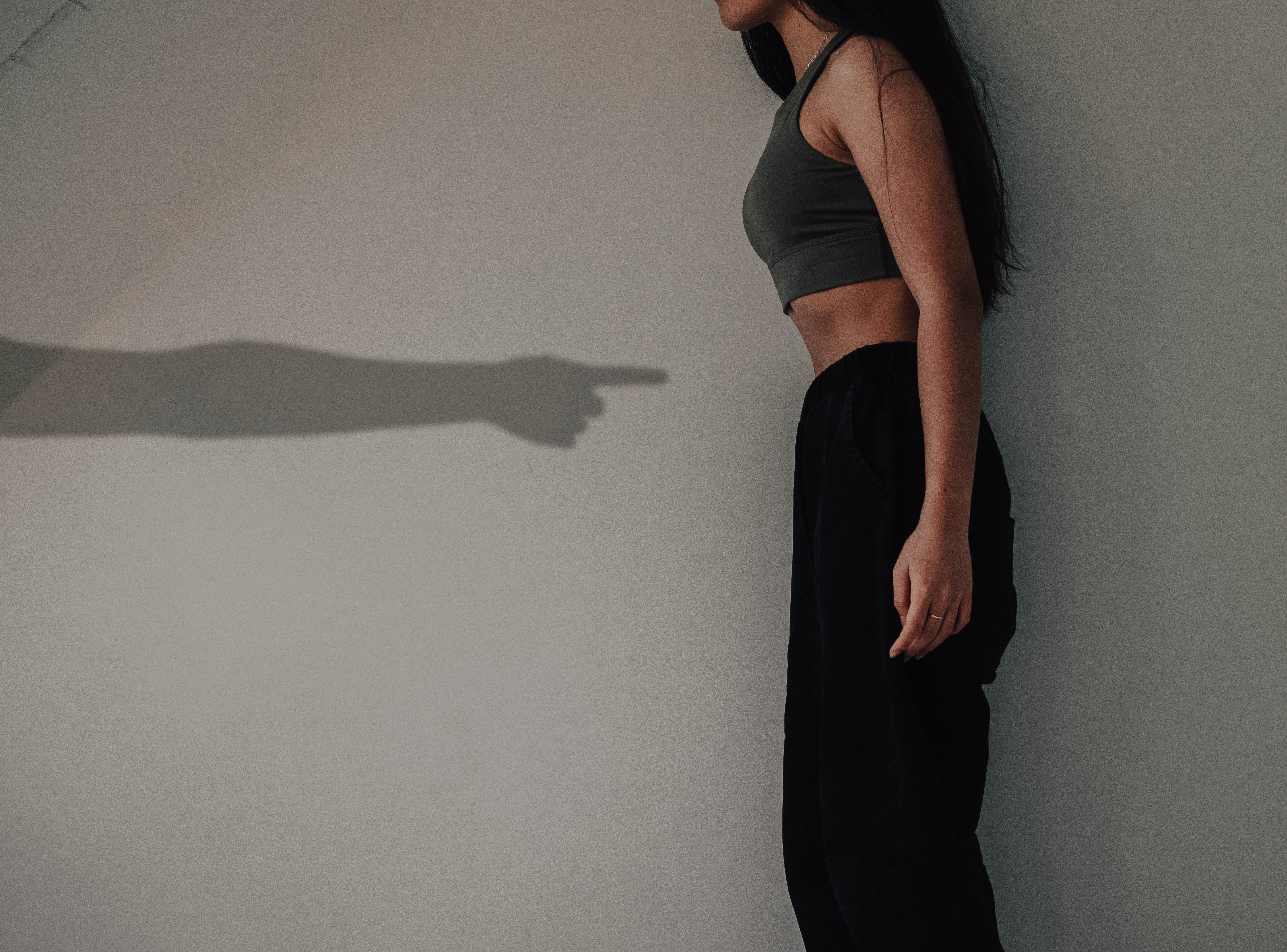
L’influence des médias sociaux sur notre image du corps

Les médias sociaux créent constamment des normes de beauté irréalistes. Les utilisateurs voient constamment des vidéos et des photos de leurs célébrités et influenceurs préférés et voient toute l'attention qui leur est accordée sur les réseaux sociaux, créant cet idéal que si vous atteignez ce type de corps ou ce standard de beauté, vous recevrez la même attention. Parce que la plupart essaient d'atteindre ces normes de beauté irréalistes, les hommes et les femmes essaient souvent toutes sortes de régimes ou de pilules pour ressembler à leurs influenceurs et célébrités préférés, alors qu'en réalité l'apparence des personnes qu'ils idéalisent est le résultat de procédures ou de ressources médicales, ce qui ne sont pas accessibles à la majorité de la population mondiale. 
Dans une étude réalisée par Franchina et Lo Coco, leur étude a montré l'importance du modèle idéal dans les médias sociaux, en particulier des modèles idéaux minces pour les filles et des modèles idéaux musclés pour les garçons dans la formation des perceptions corporelles des adolescents. Il été démontré que les femmes et les hommes ont tendance à vouloir ou vont modifier leur image d'eux-mêmes pour satisfaire les normes de beauté actuelles de la société, par exemple en effaçant les vergetures, la cellulite, l'acné, les taches de naissance ou en se faisant paraître plus maigres. Une étude menée par Vendemia et DeAndrea a suggéré que modifier ses selfies (photos de soi) conduit à moins de satisfaction d'apparence et recevoir des commentaires d'apparence sur les selfies augmente l'auto-objectivation de l'état, quelle que soit la modification de la photo, crée une tendance à partager à l'avenir des selfies objectivants de la même manière sur les médias sociaux.

## Représentation dans les médias
Pour améliorer la situation dans les médias sociaux, il y a eu une multitude d'entreprises qui ont commencé à inclure tous les types de corps et des corps réalistes dans leurs campagnes tout en ajoutant plus de gammes de tailles à leurs lignes pour ajouter de l'inclusivité à leur marque. Quelques exemples sont Old Navy, Savage x Fenty et Aerie. Par exemple, Aerie a cessé de retoucher ses photos et a commencé à être plus inclusive avec divers modèles et tailles.

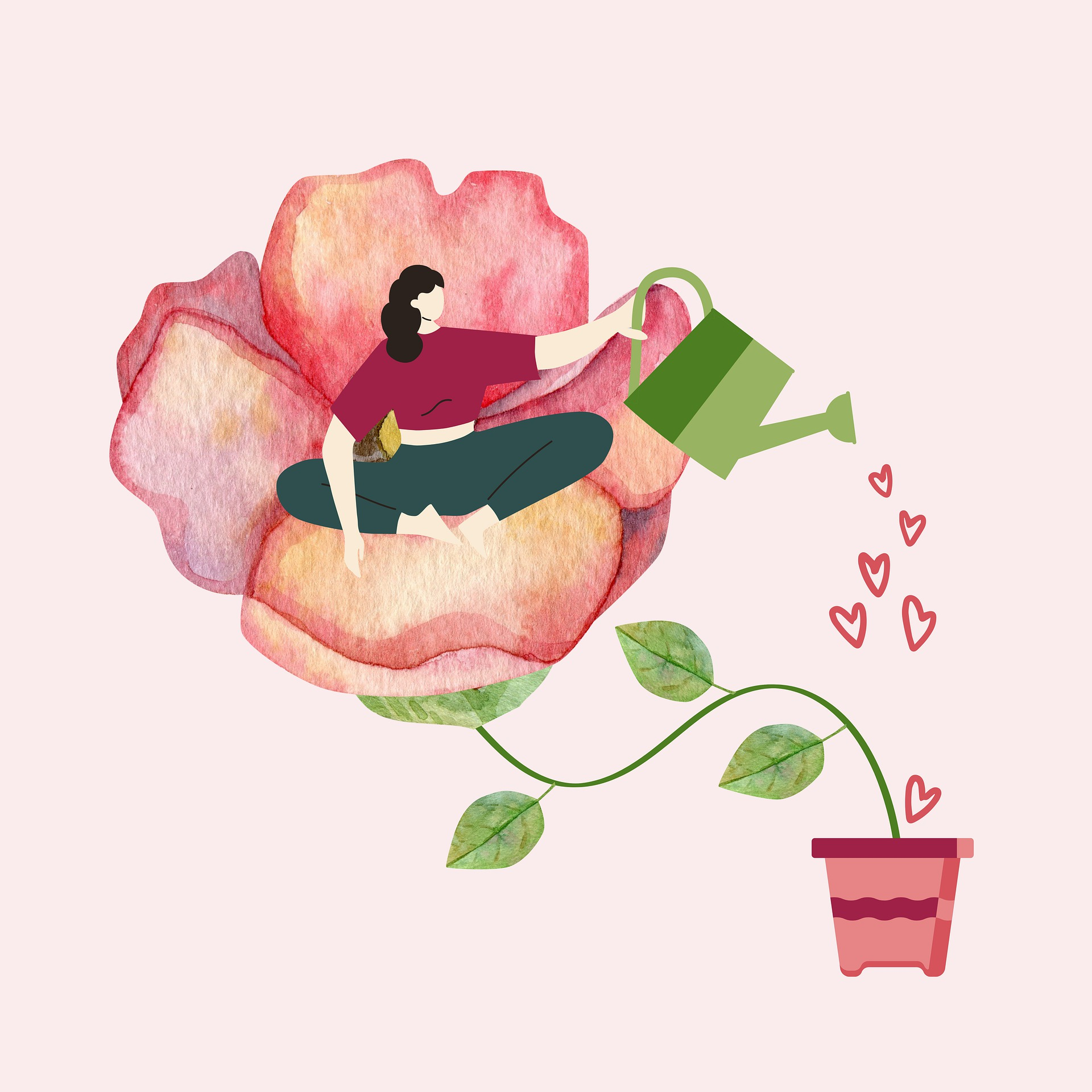
Caricature d'une femme qui arrose sa propre fleur qui l'exprime en se nourrissant d'amour-propre

Il y a aussi des scientifiques et des chercheurs comme Berel et Irving, qui publient des articles expliquant comment prévenir le développement de problèmes alimentaires en apprenant aux filles et aux femmes à évaluer les médias de manière plus critique. Le point de vue réciproque de cet article suppose que les filles et les femmes sélectionnent, interprètent et réagissent activement aux médias, ce qui implique que, pour les filles et les femmes, l'intériorisation d'une norme corporelle mince et l'insatisfaction corporelle peuvent être évitées. Ils peuvent apprendre à faire des choix médiatiques différents et à traiter les médias de manière plus critique. Par conséquent, ils peuvent réduire leur propre risque d'intérioriser la norme corporelle actuelle et d'adopter des pratiques alimentaires malsaines pour respecter cette norme.  
Sur les médias sociaux, il y a aussi des influenceurs tels que Mik Zazon, Lottie Drynan, Stephanie Yeboah et Bella Davis qui ont contribué aux hashtags #BodyPositivity and #SelfLove, en publiant des vidéos et des photos sans filtres ni altérations, montrant la tromperie des réseaux sociaux et la réalité du corps des femmes et comment ils devraient être célébrés et pas honte d'être quelque chose de différent.